# Peter Ebinger
Peter Georg Ebinger (* 10. Oktober 1958 in Wien; † 24. August 2015 ebenda) war ein österreichischer Dressurreiter.

## Leben
Mehrmals nahm Ebinger für Österreich an internationalen Championaten teil und wurde zwei Mal Österreichischer Staatsmeister. Bei den Olympischen Sommerspielen 1984 in Los Angeles erreichte er im Grand Prix mit Malachit den 29. Platz (für die Einzelentscheidung im Grand Prix Spécial qualifizierten sich nur die besten 12 Starterpaare), zusammen mit Elisabeth Max-Theurer/Acapulco und Christa Winkel/Richelieu brachte er der österreichischen Mannschaft den neunten Rang ein. Peter Ebinger wurde in dieser Zeit von Georg Wahl trainiert.
Ebingers letztes Grand Prix-Pferd war der 1997 geborene dunkelbraune Holsteiner Wallach Joker. Ihre letzten internationalen Prüfungen bestritten beide bei den Amadeus Horse Indoors Salzburg im Oktober 2009. In Kaumberg in Niederösterreich betrieb Peter Ebinger einen Dressurstall, zuletzt hatte die russische Dressurreiterin Jelena Sidnewa, die ebenfalls an Olympischen Spielen teilgenommen hat, ihre Pferde auf seiner Anlage stehen.
Am 24. August 2015 verstarb Peter Ebinger an den Folgen einer Krebserkrankung. Er wurde auf dem Hietzinger Friedhof in Wien beigesetzt.

### Championate
- Olympische Sommerspiele:
  - 1984, Los Angeles: mit Malachit 29. Platz im Einzel und 9. Platz in der Mannschaftswertung

- Weltreiterspiele:
  - 1990, Stockholm: mit Venetia 43. Platz im Einzel und 14. Platz in der Mannschaftswertung

- Europameisterschaften:
  - 1991, Donaueschingen: mit Venetia 9. Platz in der Mannschaftswertung
  - 1993, Lipica: mit Venetia 12. Platz im Einzel (Grand Prix Spécial) und 8. Platz in der Mannschaftswertung
  - 1995, Mondorf-les-Bains: mit Picasso 9. Platz in der Mannschaftswertung[3]

- Österreichische Staatsmeisterschaft (unvollständige Liste):
  - 1993 und 1995: 1. Platz[7]